# Свингель, Карл Густав
Карл Густав Свингель (швед. Carl Gustaf Svingel, фамилия при рождении — Samuelsson; 1916—1995) — шведский оперный певец, позже — гуманитарный деятель.

## Биография
Родился в 1916 году в Хьяртуме лена Эльвсборг. Рос без отца у матери-одиночки. В раннем возрасте попал в Хьяртумский сиротский приют.
По окончании начальной школы, Карл начал работать батраком. Не имея крепкого телосложения для тяжёлой работы, власти отправили его в Гётеборг в учреждение для инвалидов для обучения на портного. Там у юноши был замечен красивый певческий голос, и он обучался музыкальному пению у музыкального руководителя Элофа Бенктандера (Elof Benktander). К концу 1930-х годов Карл Свингель переехал в Стокгольм, чтобы продолжить свое обучение вокалу. В качестве учителя пения у него была педагог Андреева фон Скилондз, и через несколько лет Карл дебютировал в Королевской опере в Стокгольме с ролью Эрика в постановке «Värmlänningarna».
После Второй мировой войны Свингель получил полугодовое приглашение для работы в Гамбурге, начиная с лета 1952 года. Здесь известной его ролью стала партия егеря Макса в опере «Вольный стрелок». Однажды в Германии певец встретил шведов, которые направляли транспорт с одеждой, продуктами питания и другими предметами первой необходимости в лагерь для перемещенных лиц в земле Шлезвиг-Гольштейн. После впечатления от увиденного Свингель решил оставить оперную карьеру и заняться помощью беженцам. Он переехал в Ганновер и затем работал на медпункте города Клоппенбург.
Осенью 1954 года Карл Свингель переехал в Берлин, чтобы попытаться открыть дом для престарелых людей. Он связался с Всемирной лютеранской федерацией и отправился в Стокгольм, чтобы начать сбор средств на покупку в Берлине подходящего здания. В 1959 году на собранные деньги и с помощью шведского Прихода Виктории в Берлине был открыт дом Haus Victoria, расположенный в Груневальде в Западном Берлине, Свингель был назначен его директором. Распорядительницей до 1984 года работала госпожа Имма — немка, выучившая шведский язык. В 1991 году Карл Свингель женился на Имме. Будучи пенсионером, он продолжал жить в берлинском районе Шарлоттенбург, где и умер в ноябре 1995 года. Его вдова Имма прожила пережила его и до конца жизни являлась активисткой Прихода Виктории в Берлине.
Карл Свингель был награждён в 1981 году медалью Его Величества Короля Швеции 8-го размера.